# Zhang Sengyou

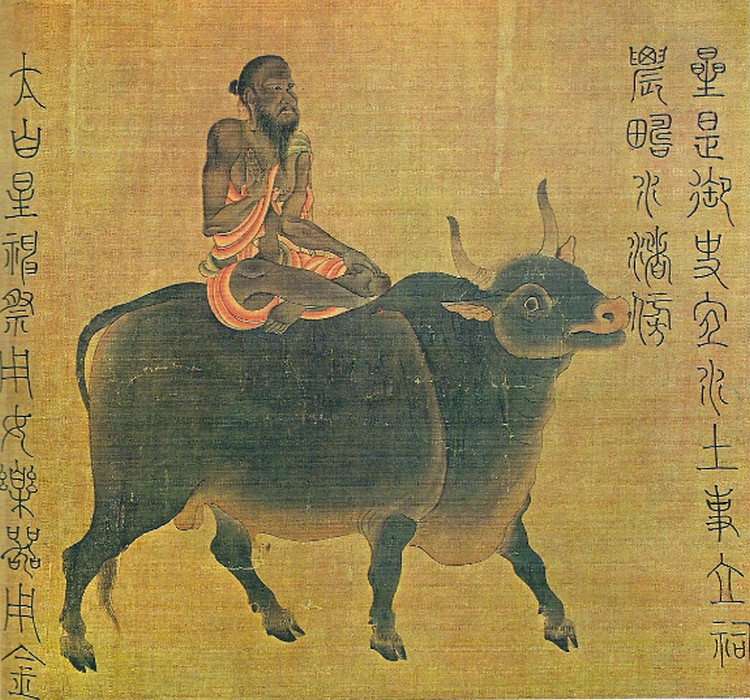
La planète Saturne par le peintre chinois Zhang Sengyou (VIe siècle)

Zhang Sengyou ou Chang Sēng-Yu ou Tchang Seng-Yeou, originaire du pays de Wu, province de Jiangsu. VIe siècle.  Peintre Chinois, actif vers 490-550, sous la dynastie Liang, période de Wudi (Xiao Yan) (502-549)).  

## Les débuts de la peinture de personnages

### Sous lesHan, les Six Dynasties et lesTang
«Peindre consiste à dessiner des frontières» écrit à la fin du Ier siècle de notre ère l'auteur du premier dictionnaire chinois, le Chouo wen. Seize cents ans plus tard, l'ouvrage théorique du grand peintre individualiste Tao-tsi (1641-vers 1707 ou 1717 ou 1720) s'ouvre sur un éloge du Simple Trait de Pinceau, «source de toute existence, racine de l'infinité des phénomènes». On peut presque paraphraser: «Au commencement était le trait». 
La ligne domine la peinture chinoise d'un bout à l'autre de son histoire.
En même temps que le bouddhisme avec toute son iconographie, qui lui arrive par l'Inde, c'est de l'Occident que la Chine reçoit cette ombre grâce à laquelle les formes picturales acquièrent un certain volume. Zhang Sengyou, artiste du début du VIe siècle, auteur de grandes compositions murales des sanctuaires bouddhiques de Nankin, est l'un des premiers à l'utiliser avec bonheur. Célèbre peintre de paysages, et particulièrement de paysages de neige, il travaille, dit-on, avec la technique sans os (mogu).
Celle-ci n'est en effet pas chinoise, mais l'héritage d'un classicisme méditerranéen parvenu à son terme, transmis à la chine par l'intermédiaire de l'Inde et des oasis d'Asie centrale, l'ombre y surprit quelque peu; en leur temps, les peintures de Zhang ont dû étonner sinon choquer. Elles vont contre toutes les vieilles conventions. Mais nouveauté s et progrès rencontrent toujours en Chine un accueil ouvert; la soi-disant intransigeance artistique de ce pays n'existe que dans les mythes de l'occident. La technique de l'ombre n'y a jamais été poussée très loin, c'est vrai, mais on l'utilise encore sous les Tang, et les siècles suivant ne manquent pas d'y faire de temps en temps appel; plus d'une œuvre en témoigne. Un écrivain du IXe siècle définit en ces termes les trois premiers maîtres de la peinture de personnages: Gu Kaizhi maîtrise l'âme de ses sujets, Lu Tanwei (peintre du Ve siècle), leur squelette, et Zhang Sengyou leur chair.

## Conception innovante
Cette technique n'est jamais poussée très loin en Chine, mais existe encore sous les Tang. Zhang introduit également un personnage d'un type nouveau, plus étoffé et probablement aussi d'origine occidentale, et l'on remarque ces deux innovations dans un célèbre rouleau qui lui est attribué. Les cinq planètes et les vingt-huit constellations (Osaka Musée Municipal), qui n'est sans doute qu'une copie du XIe ou XIIe siècle, d'après un original peut-être de sa main. Attribution faite par certains critiques, alors que d'autres lui donnent pour auteur Yan Liben ou Wu Daozi. Les personnages peints sur soie se détachent sur un fond nu, comme dans les Conseils,  et alternent avec des passages de texte.  Mais les attitudes sont très différentes d'une œuvre à l'autre quoiqu'elles ne soient toutes les deux que des copies. Une sobriété toute nouvelle remplace l'animation qui fait le charme du rouleau de Gu. Le trait de Zhang est moins effervescent; la saveur des premières époques se perd déjà.
On raconte aussi qu'un jour, ayant peint quatre dragons sur les murs d'un temple, il ne leur marque pas la prunelle, non par négligence mais par prudence; personne, cependant ne voulant tenir compte de ses avertissements, il pointe donc l'œil de deux dragons, qui aussitôt s'enfuient vers le ciel à cheval sur des nuages dans le fracas du tonnerre, car en marquant la prunelle de ses dragons, il leur ouvre les yeux et leur donne la vie, prenant, ce faisant, l'ascendant sur l'être qu'il figure. L'esprit étant fugace, omniprésent, qui peut le saisir et le fixer dans une peinture confère à son œuvre un étrange pouvoir de suggestion.

## Vision mythologique
La planète Saturne, Tchen-hing, est représentée sous les traits d'un vieil homme maigre, assis, les jambes croisées, sur le dos d'un bœuf. Il a la peau sombre, un grand nez, un crâne bulbeux, une apparence hirsute; bref, l'allure que prête la Chine aux saints hommes de l'Inde et de l'Occident. On la retrouve souvent dans les peintures d'Arhats des siècles suivants. Pour les chinois, ethnocentristes, ces êtres, de par leur aspect repoussant, sont condamnés à n'avoir de vie que spirituelle, à l'écart de la société des gens normaux. En face de la Renaissance européenne possédée d'un souci presque scientifique de l'anatomie, la structure osseuse et musculaire du corps de ce vieillard paraît presque primitive, mais à l'époque de sa création, elle passe pour un monument de réalisme.
Pour mettre en évidence l'apport Tang à la peinture de personnage, il suffit de placer côte à côte une Planète de Zhang et une petite œuvre de la fin de la dynastie, se trouvant au Musée municipal d'Osaka, le Portrait de Fu Shan (1602 ou 1605-1683 ou 1684 parfois 1690). A la raideur archaïque du dessin succède une souplesse jamais vue jusqu'alors; les grandes courbes sont moins nombreuses; il y a moins de lignes tracées d'un seul tenant; Le contour est moins concis et le dessin intérieur plus abondant. Les bras noueux de Fu Shan, dessinés à traits rapides et nerveux, sa poitrine osseuse et creusée, son cou ridé, ses joues et son front si expressifs, tout ceci peut paraître arbitraire sinon incongru, chez Zhang Sengyou.

## Peinture de paysage et croyance religieuse
Après le IVe siècle, la Chine se couvre de temples. Lu Tanwei, Zhang Sengyou et, avec eux, bien d'autres peintres, reprennent le thème de la «visite» à Vimalakīrti. Quand Zhang sert à la cour des Liang (502-557), le souverain régnant, Wu (502-550), est un bouddhiste d'une très grande ferveur. Zhang se trouve ainsi appelé à décorer de nombreux temples. Sa supériorité sur le commun des décorateurs apparaît alors avec évidence. Il peint un jour, dans un temple fondé sous la dynastie précédent, avec la figure du Buddha Vairocana, (voir note 8) celle de Confucius et de ses soixante-dix disciples. L'empereur s'étonne: «Pourquoi figurer Confucius dans un temple bouddhiste?» - «C'est simplement que, plus tard, on pourra se fier à ceci».
La présence du sage sauve en effet ce temple de la destruction  lors d'une persécution qui frappe le bouddhisme moins de vingt années plus tard. Longtemps après la mort de Zhang, on parle encore de l'efficience supranormale  de ses peintures. L'histoire des dragons qui s'envolent dans le fracas du tonnerre et des éclairs, quand le peintre leur ouvre les yeux, est célèbre. Zhang illustre aussi des thèmes taoïstes (Les Rois célestes, Les Neuf luminaires) et des sujets variés (Enfants dansant dans une ferme, Chanter la fleur de pommier, Le Moine ivre). Son influence reste dominante quand les Sui réunifie l'empire. Il ouvre la voie à Yan Liben, le plus grand maître du début des Tang. Zhang Sengyou est l'une des grandes figures  d'une époque qui favorise l'humanisme. L'empereur Wu s'est efforcé d'enrichir les collections impériales. Deux de ses fils lui succèdent, Jian Wen (549-551) et Yuan (552-555).

## Musées
- Osaka (Musée Municipal):

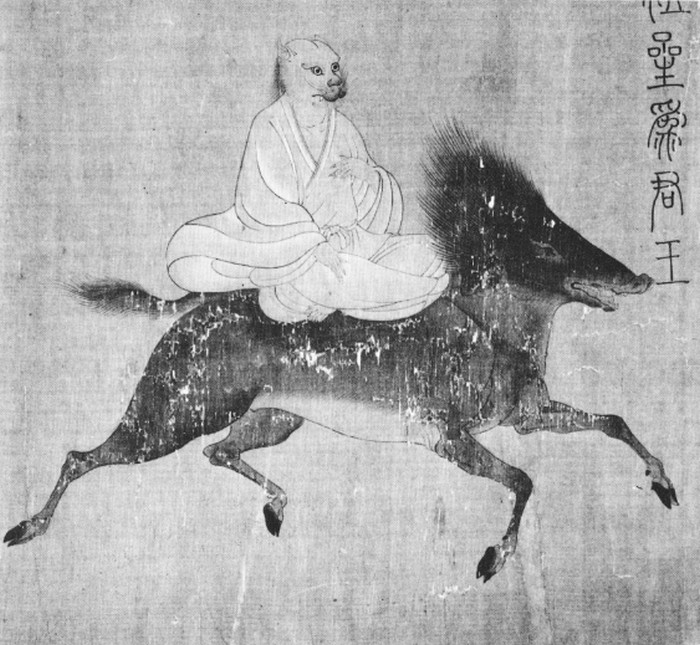
La planète Jupiter par le peintre chinois Zhang Sengyou (VIe siècle).

  - Les cinq planètes et les vingt-huit constellations, encre et couleurs sur soie, rouleau en longueur, copie du IXe ou XIIe siècles.
  - La planète Saturne, (Les Cinq Planètes et les Vingt-Huit Constellations), encre et couleur sur soie. H: 27,5cm.
- Osaka (Mus. of Fine Arts):
  - La planète Jupiter[n 1], section du rouleau en longueur, (Les Cinq Planètes et les Vingt-Huit Constellations), encre et couleur sur soie. H: 27,5cm.
- Taipei (Nat. Palace Mus.):
  - Paysage d'automne, copie de l'époque Song.
- Washington DC (Freer Gallery of Art):
  - La toilette de l'éléphant blanc, peut-être d'après un original.